# Engey (Vestfirðir)
Pour les articles homonymes, voir Engey.
Engey est une île du nord-ouest de l'Islande située dans la région des Vestfirðir.

## Toponymie
Le nom de l'île est constitué des éléments vieux norrois eng « pré » et ey « île ».

## Géographie
Engey est située à environ 5 kilomètres au sud de la localité de Flókalundur, dans le comté de Vestur-Barðastrandarsýsla, et à environ 160 kilomètres au nord de la capitale Reykjavik.

## Description
Il s'agit d'une île inhabitée d'une superficie de 20 ha. Elle s'étend sur 0,5 km en direction nord-sud et 0,6 km en direction est-ouest. Le terrain d'Engey est plat. Le point le plus élevé de l'île est à 24 mètres au dessus du niveau de la mer.